# Pukkisaari (ö i Mellersta Finland, Jämsä, lat 61,96, long 24,86)
Pukkisaari är en ö i Finland. Den ligger i sjön Kerteselkä och i kommunen Jämsä i landskapet Mellersta Finland, i den södra delen av landet, 200 km norr om huvudstaden Helsingfors. Öns area är 0,8 hektar och dess största längd är 150 meter i öst-västlig riktning.